# Teodoro Obiang Nguema Mbasogo
Teodoro Obiang Nguema Mbasogo (Egyenlítői-Guinea, 1942. június 5. – ) egyenlítői-guineai politikus, 1979 óta Egyenlítői-Guinea elnöke.

## Élete

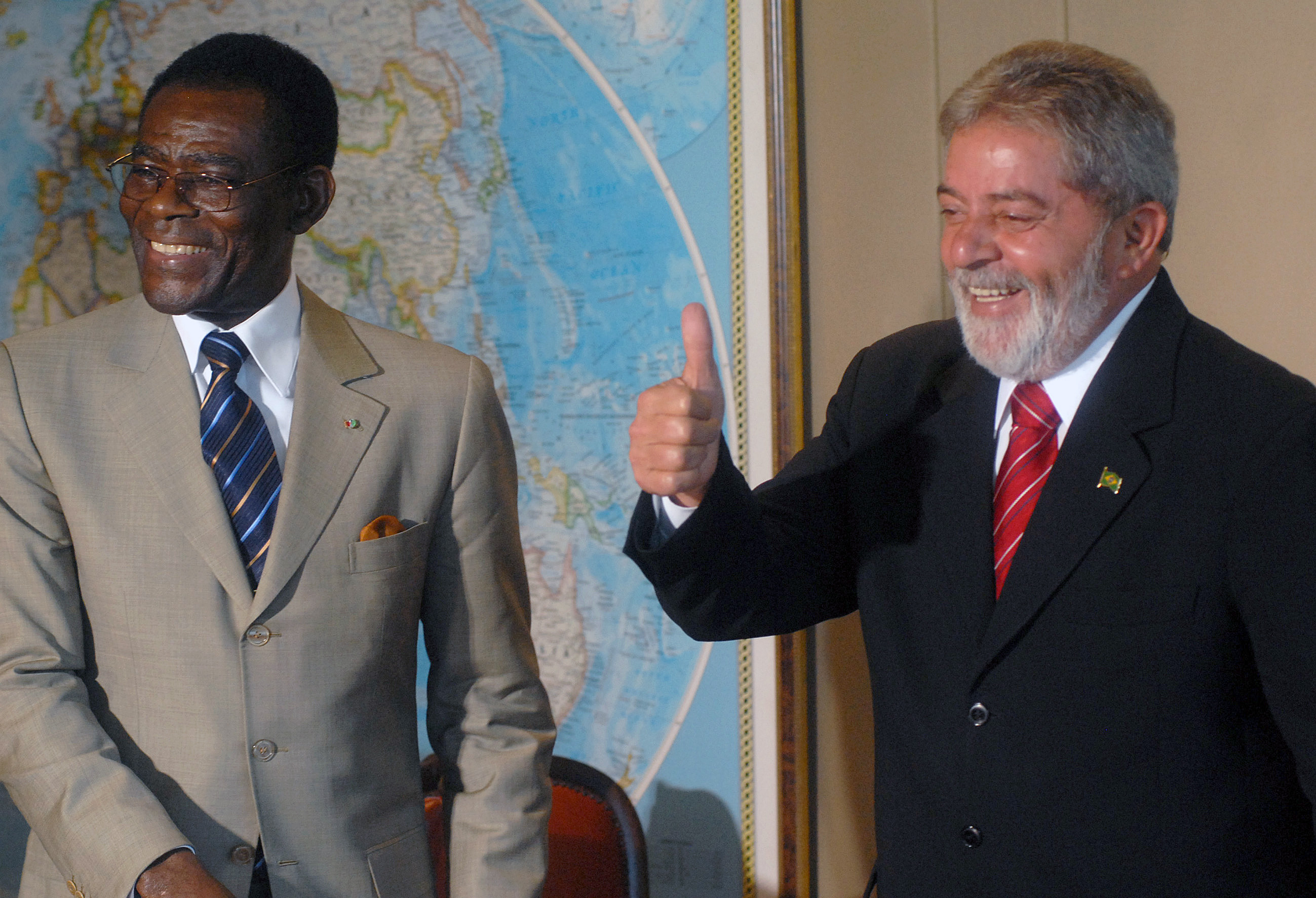
Teodoro Obiang és Lula da Silva

1979-ben saját rokona, az addigi elnök ellen katonai puccsot hajtott végre. Azóta Egyenlítői-Guinea korlátlan hatalommal rendelkező elnöke. 2021 novemberében Teodoro Obiang Nguema Mbasogót pártja kongresszusán jelölték ki a hatodik ciklusra a 2023-as választásokon.